# LATAM Airlines Group
LATAM Airlines Group S/A, é um grupo empresarial multinacional de transporte aéreo de capital majoritariamente chileno, com sede em Santiago, Chile e criada após o anúncio da fusão entre a companhia aérea chilena LAN Airlines e a companhia aérea brasileira TAM Linhas Aéreas. Dado o tamanho de sua frota e volume de passageiros, a LATAM Airlines é a maior empresa aérea da América Latina.
O grupo empresarial chileno inclui a LAN Airlines e suas subsidiárias no Peru, Colômbia e Equador; LAN Cargo  e suas subsidiárias; TAM Linhas Aéreas; TAM Airlines e todas as holdings da LAN e da TAM. A criação do grupo foi anunciada em 13 de agosto de 2010 por ambas as companhias e sua formação foi concluída em 22 de junho de 2012. Cada um mantêm suas operações separadamente e suas respectivas sedes em Santiago e em São Paulo.
A fusão permitiu um maior desenvolvimento das economias de escala entre ambas as empresas e beneficia seus clientes com o aumento das opções de voos e destinos disponíveis. A associação entre LAN e TAM resulta no transporte de 60,3 milhões de passageiros por ano para 150 destinos, com uma receita de US$ 13,5 bilhões e numa frota de 310 aeronaves. No início, ambas as empresas operavam separadamente em seus respectivos países. Porém, desde o dia 5 de maio de 2016, as companhias LAN e TAM adotaram a identidade LATAM Airlines. O nome escolhido foi o próprio nome do grupo, LATAM Airlines, que além de unir os nomes de LAN e TAM, é uma referência a “Latin American”. A transição das marcas foi feita gradualmente e durou aproximadamente 3 anos. A primeira aeronave com a nova identidade, um Boeing 767 foi entregue no dia 29 de abril de 2016.
Em agosto de 2018, um pesquisador achou falhas no sistema de entretenimento dos aviões da companhia. Segundo ele, a falha não teria acesso ao controle das aeronaves e não põe os aviões em risco, mas poderia alterar as telas vistas pelos usuários e fazer chamadas aos comissários.
Em 26 de setembro de 2019, a Delta anunciou a compra de 20% das ações do grupo LATAM, o que fez com que a LATAM saísse da aliança Oneworld, fato que aconteceu em 1 de maio de 2020, quando a mesma oficializou sua saída.

## Companhias
| Nome                    | País     | IATA | ICAO | Hub |
| ----------------------- | -------- | ---- | ---- | --- |
| LATAM Airlines Chile    | Chile    | LA   | LAN  | - Aeroporto Internacional Comodoro Arturo Merino Benítez |
| LATAM Airlines Brasil   | Brasil   | LA   | TAM  | - Aeroporto Internacional de Brasília - Aeroporto Internacional do Rio de Janeiro-Galeão - Aeroporto de Congonhas - Aeroporto Internacional de São Paulo-Guarulhos - Aeroporto Internacional de Fortaleza - Aeroporto Internacional Salgado Filho - Porto Alegre - RS |
| LATAM Airlines Colômbia | Colômbia | 4C   | ARE  | - Aeroporto Internacional El Dorado |
| LATAM Airlines Equador  | Equador  | XL   | LNE  | - Aeroporto Internacional José Joaquín de Olmedo - Aeroporto Internacional Mariscal Sucre |
| LATAM Airlines Paraguai | Paraguai | PZ   | LAP  | - Aeroporto Internacional Silvio Pettirossi |
| LATAM Airlines Peru     | Peru     | LP   | LPE  | - Aeroporto Internacional Jorge Chávez |

## Destinos
Atualmente, a LATAM Airlines atende a 117 destinos na América do Sul, 11 nas Américas do Norte e Central, cinco na Europa, três na Oceania, um na África e um no Oriente Médio.

## Frota

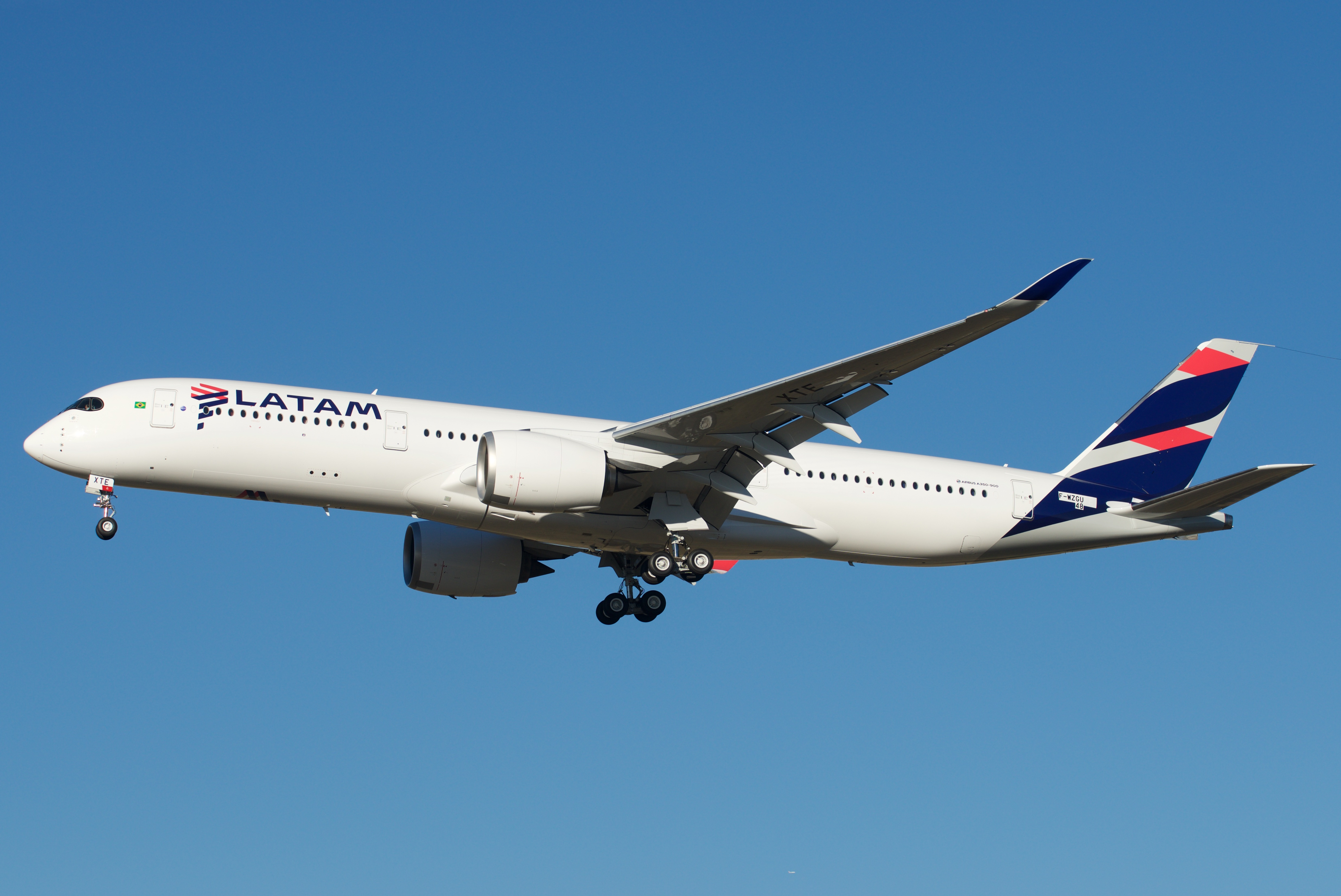
Airbus A350 XWB da LATAM

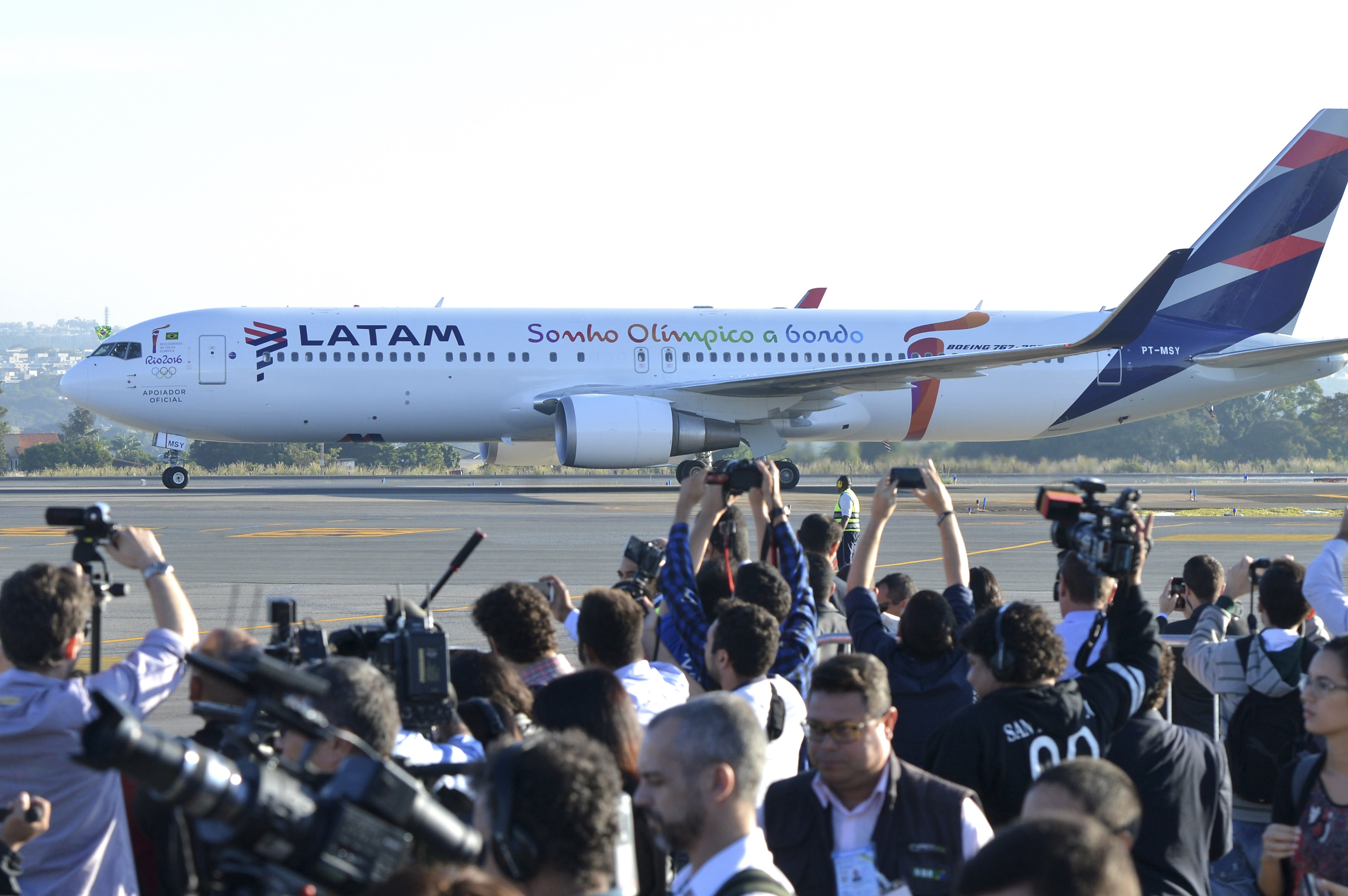
Boeing 767-300ER da LATAM.

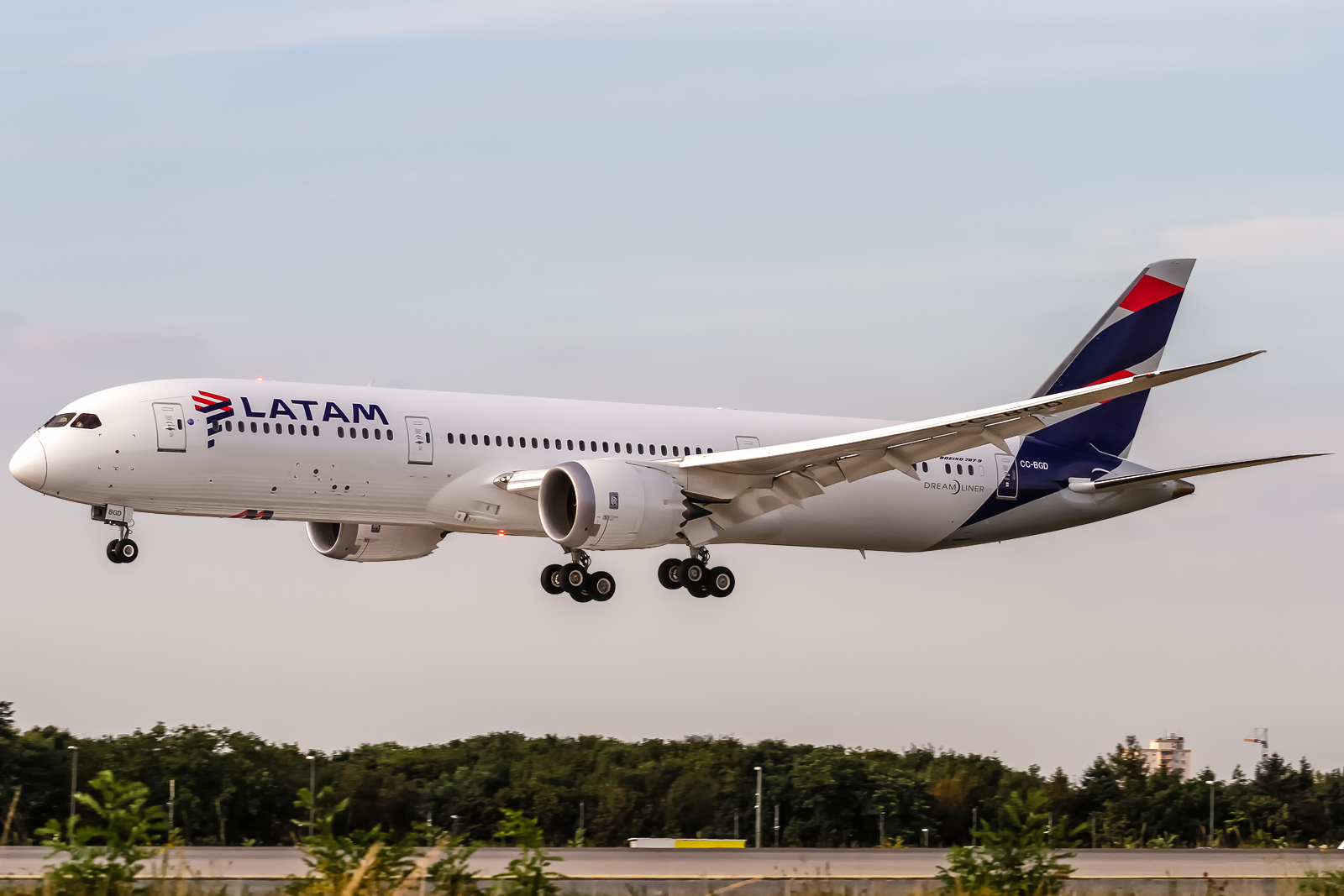
Boeing 787 Dreamliner da LATAM

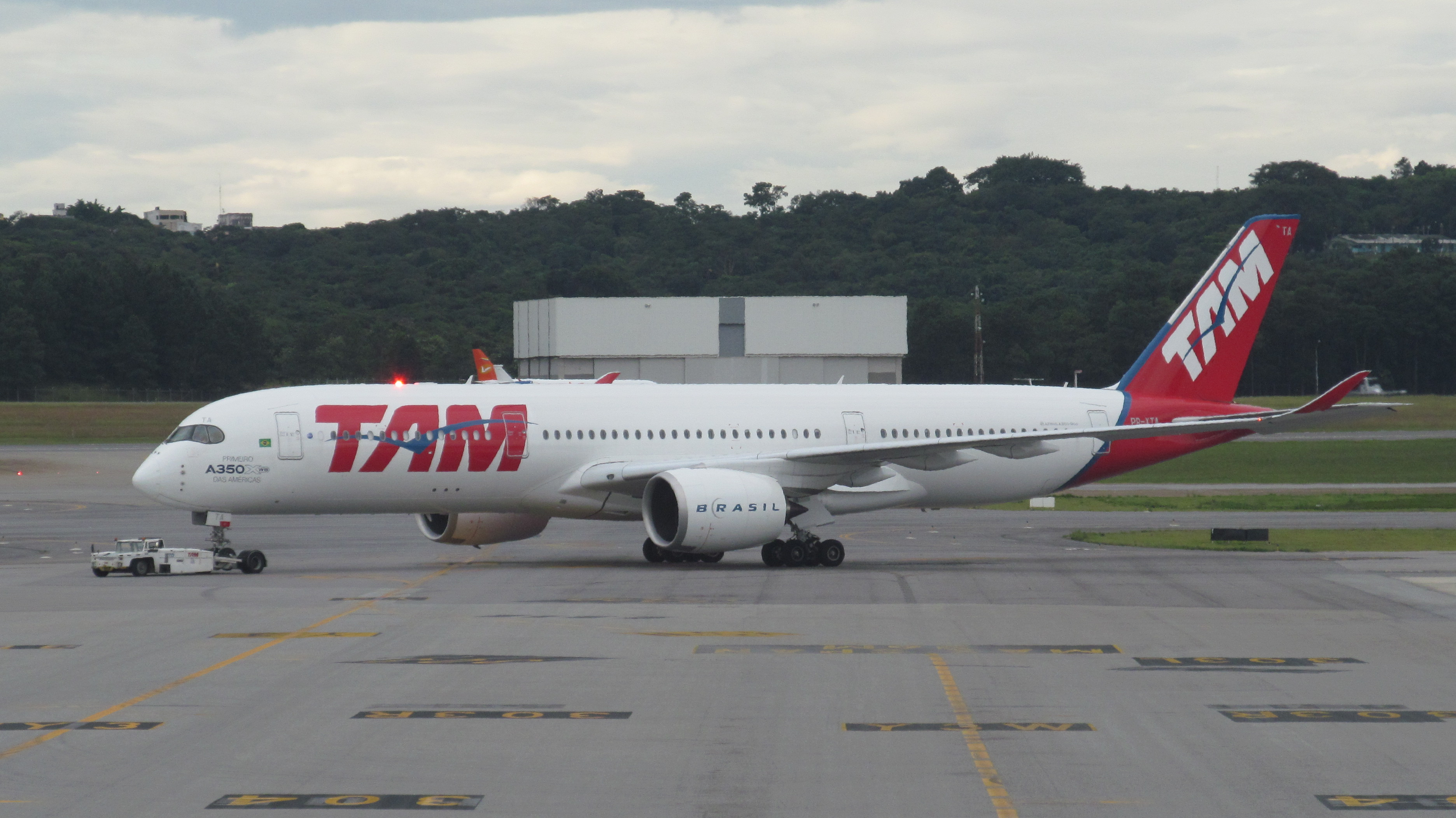
Primeiro A350-900 XWB nas Américas, ainda nas cores da TAM (PR-XTA)

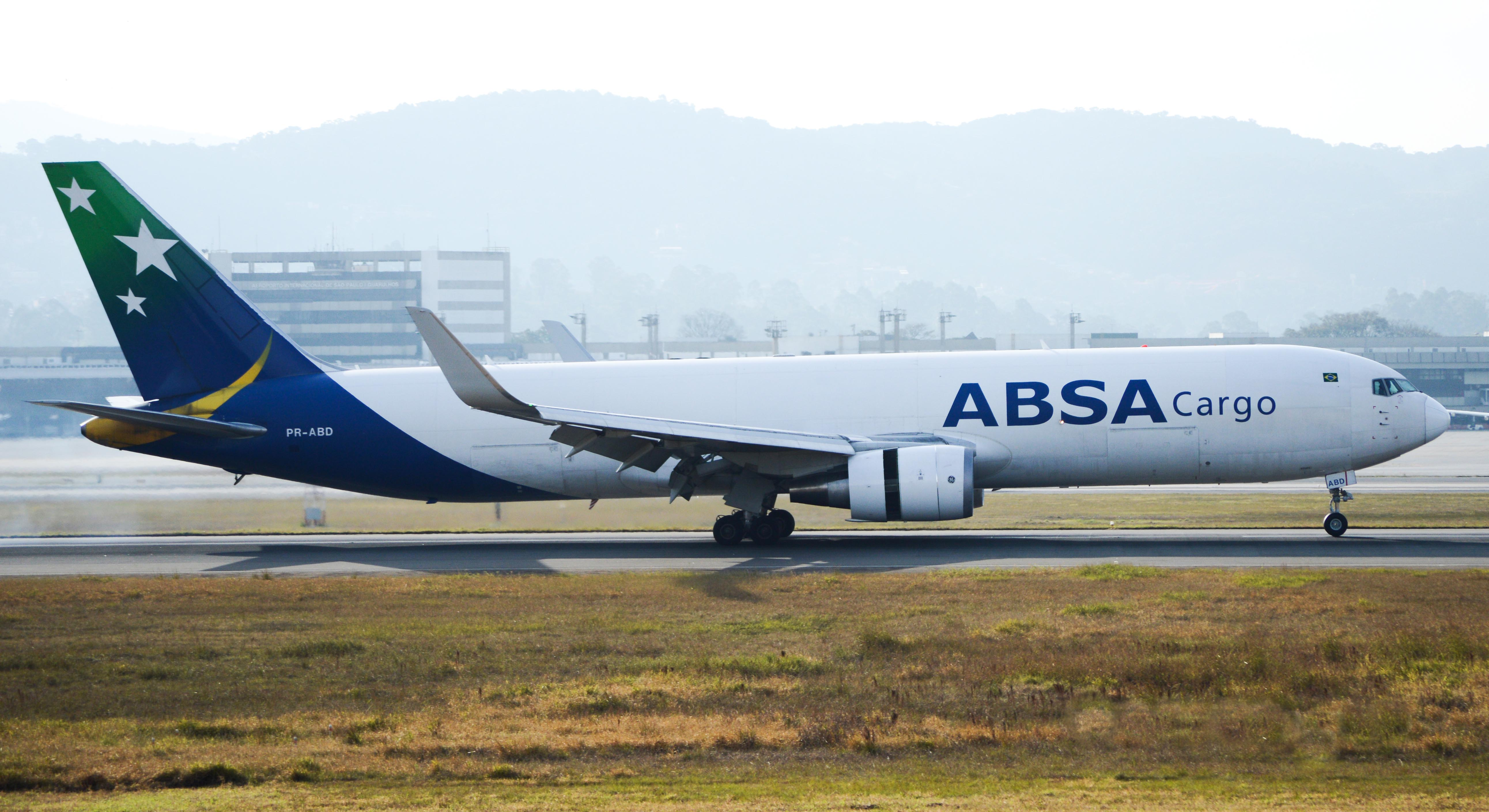
Avião da LATAM Cargo Brasil, nas cores da antiga ABSA Cargo.

- Atualizado até 02 de Janeiro de 2025

| Aeronaves               | Quantidade | Ordens | Passageiros | Passageiros | Passageiros | Notas |
| Aeronaves               | Quantidade | Ordens | B           | E           | Total       | Notas |
| ----------------------- | ---------- | ------ | ----------- | ----------- | ----------- | ----- |
| Airbus A319-100         | 40         | -      | -           | 144         | 144         |       |
| Airbus A320-200         | 135        |        | -           | 168         | 168         |       |
| Airbus A320-200         | 135        | -      | 174         | 174         |             |       |
| Airbus A320Neo          | 30         | 61     | 180         | 180         | 180         |       |
| Airbus A321-200         | 35         | -      | -           | 224         | 224         |       |
| Airbus A321Neo          | . 14       | . 2    | -           | 224         | 224         |       |
| Boeing 767-300ER        | 39         | -      | 30          | 191         | 221         |       |
| Boeing 767-300ER        | 39         | -      | 18          | 220         | 238         |       |
| Boeing 777-300ER        | 10         | -      | 56          | 323         | 379         |       |
| Boeing 787-8 Dreamliner | 10         | -      | 30          | 217         | 247         |       |
| Boeing 787-9 Dreamliner | 27         | -      | 30          | 283         | 313         |       |
| Total                   | 345        | 63     | —           | —           | —           | —     |

## LATAM Cargo
| Nome                 | País     | IATA | ICAO | Hub                                                                                         |
| -------------------- | -------- | ---- | ---- | ------------------------------------------------------------------------------------------- |
| LATAM Cargo Brasil   | Brasil   | M3   | LTG  | - Aeroporto Internacional de São Paulo-Guarulhos                                            |
| LATAM Cargo Chile    | Chile    | UC   | LCO  | - Aeroporto Internacional de Miami - Aeroporto Internacional Comodoro Arturo Merino Benítez |
| LATAM Cargo Colômbia | Colômbia | L7   | LAE  | - Aeroporto Internacional El Dorado                                                         |
| LATAM Cargo México   | México   | M7   | MAA  | - Aeroporto Internacional da Cidade do México                                               |

## LATAM MRO

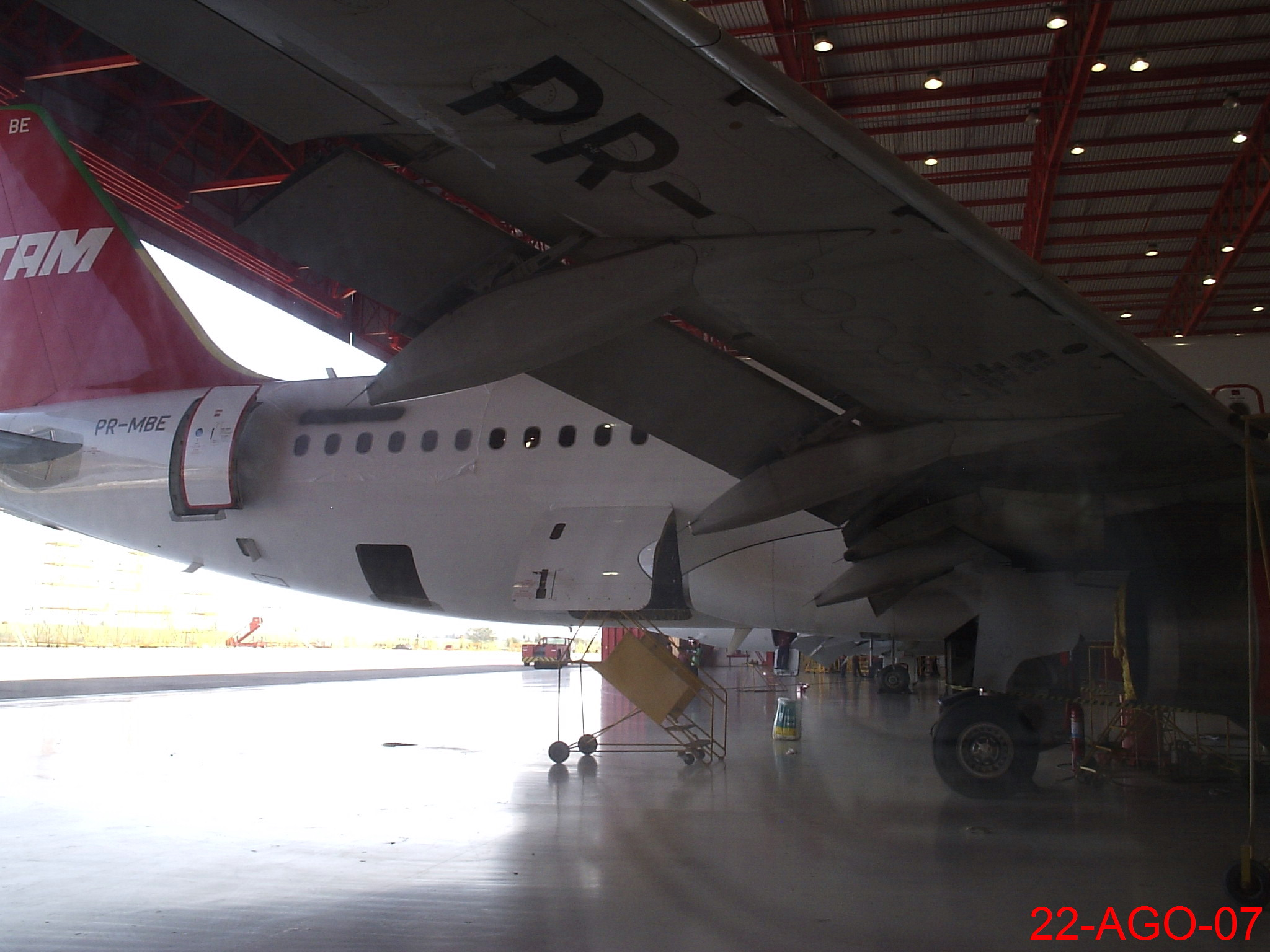
Visão de aeronave no hangar de MRO.

A LATAM MRO é o Centro de Manutenção de Aeronaves chamado de MRO (Maintenance, Repair and Overhaul) e está localizado junto ao Aeroporto Internacional de São Carlos, em São Carlos no estado de São Paulo, Brasil.

## Participação acionária
A participação acionária do grupo em 2023 era:
| Acionista                      | %      |
| ------------------------------ | ------ |
| Sixth Street Partners          | 27.91% |
| Strategic Value Partners       | 16.02% |
| Delta Air Lines                | 10.05% |
| Qatar Airways Investments (UK) | 10.03% |
| Grupo Cueto                    | 5.03%  |
| Outros investores              | 30.96% |
|                                | 100%   |